# Connor Ripley
Connor James Ripley (Middlesbrough, 13 febbraio 1993) è un calciatore inglese, portiere del Port Vale.

## Carriera

### Club
Cresciuto nelle giovanili del Middlesbrough, ha esordito il 5 marzo 2011 in un match perso 5-2 contro il Reading.

### Nazionale
Ha giocato nella nazionale inglese Under-19.
Con la Nazionale Under-20 di calcio dell'Inghilterra ha preso parte al Campionato mondiale di calcio Under-20 2013.